# Unterems (Naturschutzgebiet)
Die Unterems ist ein Naturschutzgebiet in der niedersächsischen Stadt Emden sowie den Städten Leer und Weener und den Gemeinden Jemgum, Moormerland und Westoverledingen im Landkreis Leer.

## Allgemeines
Das Naturschutzgebiet mit dem Kennzeichen NSG WE 292 ist rund 2.040 Hektar groß. Es ist nahezu vollständig auch als FFH-Gebiet „Unterems und Außenems“ ausgewiesen, das sich über 7.376,81 Hektar erstreckt. Teilflächen sind auch als EU-Vogelschutzgebiet „Emsmarsch von Leer bis Emden“ ausgewiesen, das sich über 4.019 Hektar erstreckt. Bei Hatzum grenzt das Naturschutzgebiet auf einem kurzen Stück an das Landschaftsschutzgebiet „Rheiderland“ sowie bei Pogum an das Naturschutzgebiet „Außenems“ und an den Nationalpark Niedersächsisches Wattenmeer. Die Naturschutzgebiete „Emsauen zwischen Ledamündung und Oldersum“, „Nendorper Deichvorland“ und „Petkumer Deichvorland“ sind im Naturschutzgebiet aufgegangen. Das Gebiet steht seit dem 15. Juni 2017 unter Naturschutz.

## Beschreibung
Das Naturschutzgebiet erstreckt sich entlang der Ems etwas oberhalb der Mündung der Leda in die Ems bei Leer bis zur Mündung der Ems in den Dollart südöstlich von Emden. Es umfasst den Flusslauf der Ems mit seinen Wattflächen sowie die angrenzenden Auebereiche zwischen den links- und rechtsseitig der Ems liegenden Deichen mit brackwasserbeeinflussten Uferstreifen. Vordeichsgelände bei Bingum, Jemgum, Nüttermoor und Midlum sind aus dem Geltungsbereich der Naturschutzverordnung ausgenommen. Diese Flächen werden durch Hafenanlagen, Gewerbe bzw. einen Campingplatz genutzt. Ebenfalls aus dem Geltungsbereich der Naturschutzverordnung ausgenommen sind die Einmündungen des Sauteler Kanals und des Ems-Seitenkanals in die Ems sowie die Anleger der Fähre Ditzum–Petkum und ihre Zufahrten.
Das Naturschutzgebiet wird bei Leer von der Jann-Berghaus-Brücke gequert. Weiterhin befindet sich etwas oberhalb der Mündung der Ems in den Dollart das Emssperrwerk, das als Bauwerk aus dem Geltungsbereich der Naturschutzverordnung ausgenommen ist.

## Flora und Fauna

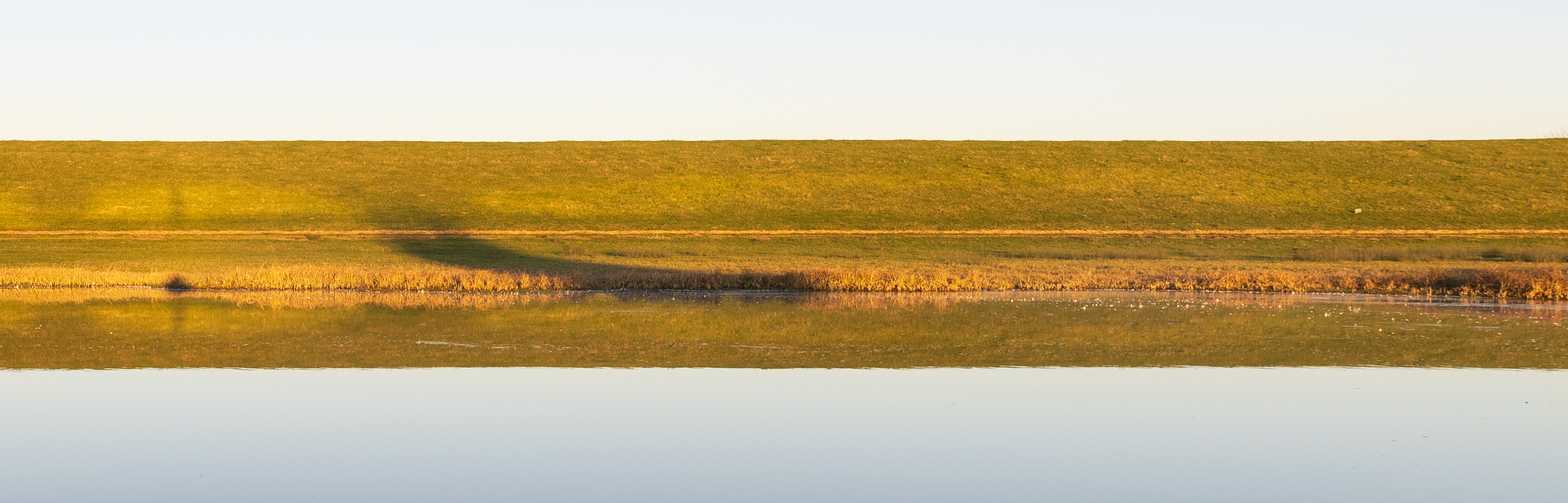
Überflutetes Deichvorland bei Terborg

Die Watt- und Flachwasserzonen haben eine große Bedeutung für Fische und Arten des Makrozoobenthos. Die Deichvorländer werden bei hohen Wasserständen überflutet. Ungenutzte Bereiche werden von Schilfröhrichten, Brack- und Salzmarschen mit Salzwiesen sowie feuchten Hochstaudenfluren eingenommen. Stellenweise sind Auwaldreste erhalten. Große Flächen werden extensiv als Grünland genutzt. Das Naturschutzgebiet ist wichtiges Nahrungs-, Brut- und Rastgebiet zahlreicher Küsten-, Wat- und Entenvögel. So sind hier Säbelschnäbler, Kiebitz, Rotschenkel, Uferschnepfe, Bekassine, Großer Brachvogel, Austernfischer sowie Sand- und Seeregenpfeifer heimisch. Auch Brandgans, Löffel-, Krick- und Schnatterente sowie Blässhuhn und Tüpfelsumpfhuhn kommen hier vor, ebenso wie Herings- und Schwarzkopfmöwe. Weitere Vogelarten im Naturschutzgebiet sind Rohr-, Kornweihe und Sumpfohreule, Rohrdommel, Wachtelkönig sowie Blaukehlchen, Bartmeise und Schilfrohrsänger.
Zusammen mit dem Rheiderland, dem Dollart und den rechts der Ems liegenden Marschen ist das Gebiet ein herausragendes Überwinterungsgebiet für nordische Gänse. Als solches hat es internationale Bedeutung. Während des Vogelzuges und im Winterhalbjahr sind Grau-, Weißwangen-, Bläss-, Kanada-, Kurzschnabel-, Ringel-, Waldsaat- und Zwerggans anzutreffen. Weitere Gastvogelarten sind Sing- und Zwergschwan, Knäk-, Schell-, Spieß-, Pfeif- und Tafelente, Gänse- und Zwergsäger, Mantel-, Silber- und Sturmmöwe, außerdem Regenbrachvogel, Grünschenkel, Dunkler Wasserläufer, Waldwasserläufer, Flussuferläufer, Kampfläufer und Goldregenpfeifer.
Die Ems ist Lebensraum unter anderem von Finte, Fluss- und Meerneunauge. Die Teichfledermaus ist im Naturschutzgebiet ebenfalls heimisch.